# مايكل سوركين
مايكل ديفيد سوركين (2 أغسطس 1948- 26 مارس 2020) مهندس معماري وناقد متخصص في العمارة الحضرية ومصمم ومدرّس أمريكي. اعتبر «واحد من أكثر المهندسين المعماريين المعروفين بآرائهم العامة الثقافية»، وصوتًا جدليًا في الثقافة المعاصرة وتصميم المباني الحضرية في القرن الحادي والعشرين. برز سوركين لأول مرة كناقد معماري في صحيفة «فويس فيليج» في مدينة نيويورك، وشغل ذلك المنصب في الصحيفة لعقد من الزمن خلال ثمانينيات القرن العشرين. درّس في جامعات مشهورة حول العالم في السنوات التالية، ومارس المهنة من خلال شركته الخاصة التي تحمل اسمه، وأسس مطبعة كتب غير ربحية واستلم إدارة برنامج التصميم الحضري في كلية المدينة في نيويورك. توفي عن عمر 71 عامًا نتيجة مضاعفات إصابته بفيروس كوفيد-19، خلال جائحة كوفيد-19.

## النشأة وتعليمه
ولد سوركين في واشنطن العاصمة عام 1948. كان مهندسًا معماريًا ومختصًا في تخطيط المدن. شملت ممارساته المهنية كل من التصميم والتخطيط والنقد والتعليم. حصل سوركين على درجة البكالوريوس من جامعة شيكاغو عام 1969، ودرجة الماجستير في الهندسة المعمارية من معهد ماساتشوستس للتكنولوجيا (ماجستير عمارة 74). حصل سوركين أيضًا على درجة الماجستير في اللغة الإنجليزية من جامعة كولومبيا (ماجستير70). كان المدير المؤسس لأستوديو مايكل سوركين، الذي حمل اسمه، يعتبر مكانًا عالميًا للتصميم، يتخذ من نيويورك مقرًا له، يهتم بكل ما هو حضري من تخطيط عمراني وتصميم حضري وتنظيم المدن الحضرية.

## حياته المهنية

### حياته المهنية المبكرة
كان سوركين ناقدًا لعمارة المنازل في صحيفة « ذا فيلج فويس» في ثمانينيات القرن العشرين، وكتب العديد من المقالات والكتب حول موضوع العمارة المعاصرة والتصميم والمدن وكذلك حول الدور الذي تلعبه الديموقراطية في فن العمارة.

### نشاطه الجامعي
عمل سوركين كمدرّس على المستوى الجامعي. شغل منصب بروفيسور في علم تنظيم المدن الحضري ورئيس معهد تنظيم المدن التابع لأكاديمية الفنون الجميلة في فيننا منذ عام 1993 حتى عام 2000. كان أيضًا أستاذ زائر في عدة مدارس من ضمنها «كوبر يونيون» في نيويورك لمدة عشر سنوات. شغل كذلك منصب هايد في جامعة نبراسكا-لينكولن في كلية الهندسة المعمارية، ومنصب دافينبورت في جامعة ييل كلية الهندسة المعارية، وفي كلية تاوبمان للهندسة المعمارية والتخطيط الحضري، ومنصب أستاذ زائر في إلييل سارينين في جامعة ميشيغين. كان ضيفًا محاضرًا وناقدًا في رابطة المهندسين المعماريين في مدرسة الهندسة المعمارية في لندن، وفي كلية الدراسات العليا للتصميم في جامعة هارفرد، وفي كلية الهندسة المعمارية والفن والتخطيط في جامعة كورنيل، وكذلك في جامعة إلينوي في مدينة أوربانا تشامبيين، ومدرسة آرهوس للهندسة المعمارية في كوبنهاغن في الدانمارك وكونسورتيوم لندن. ودرّس كذلك في عدد من المعاهد من ضمنها جامعة كولومبيا وجمعية لندن المعمارية وجامعة هارفارد.
كرّس سوركين نفسه لتعليم الهندسة المعمارية سعيًا منه للتغير الاجتماعي، وأشرف على العمل الميداني في البيئات البائسة مثل جوهانسبورغ في جنوب أفريقيا وهافانا وكوبا. تعاون مع كارول ماك مايكل وريز وأنتوني فونتينوت في تنظيم مشروع «نيو أورلينز» لدعم المدينة بعد إعصار كاترينا. عُيّن سوركين عام 2008 بمنصب بروفيسور متخصص في الهندسة المعمارية في جامعة المدينة في نيويورك.

### ممارسة التصميم
تولى إدارة أستديو مايكل سوركين. ركز الأستديو الواقع في مدينة نيويورك في المقام الأول على الممارسة المهنية في المجال الحضري العام. صمم سوركين مشاريع بيئية في هامبورغ في ألمانيا واقترح مخططًا عامًا للعاصمة الفلسطينية في القدس الشرقية. ومخططًا عامًا لواجهة بروكلين البحرية وكوينز بلازا في مدينة نيويورك. كانت دراساته الحضرية موادًا للمعارض. حصل على جائزة الأكاديمية الأمريكية للفنون والآداب في الهندسة المعمارية في عام 2010. كان سوركين حاضرًا بشكل منتظم في المؤتمرات الإقليمية والوطنية والعالمية، وعمل كمستشار ومحلّفا في العديد من اللجان المهنية، من ضمنها مسابقة غوغينهايم هيلسينكي للتصميم، وجائزة الأغا خان الثقافية في الهندسة المعمارية، وجائزة كرايسلير للتصميم، وفرع مدينة نيويورك للمعهد الأمريكي للهندسة المعمارية، ورابطة العمارة في نيويورك وفي مجال كتابة التصميم والتعليق المعماري.
كان سوركين الرئيس المشترك لمعهد التصميم الحضري، وهو منظمة تعليمية داعية ومساندة للتصميم. شغل أيضًا منصب نائب رئيس منتدى التصميم الحضري في نيويورك.

#### مشاريع التخطيط العمراني الحضري (مختارات)
- عام 1994: المخطط العام لواجهة بروكلين البحرية.[40]
- عام 1994: مقترح «سودراوم» لايبزيغ.[41]
- عام 1998: المخطط العام البديل للحرم الجامعي لجامعة شيكاغو.[42]
- عام 2001: مقترح لإحياء منطقة أرفيرن الحضرية في شبه جزيرة روكاواي، كوينز في نيويورك. [43]
- عام 2001: مخطط عمراني للجزء السفلي من مانهاتن.[44]
- عام 2004: مشروع قمم بينانغ، بينانغ ماليزيا.[45]
- عام 2005: المخطط العام للمدينة الجديدة، تشانغ تشيونغ، جنوب أفريقيا.[46]
- عام 2009: فندق سبع نجوم، مبنى تينجين هايرايز، تينجين، الصين.[47]
- عام 2010: دراسة حالة: التغذية الذاتية في نيويورك. المنتدى العالمي الثالث هولسيم 2010 في مدينة مكسيكو.[48]
- عام 2010: مخطط عمراني للجزء السفلي من مانهاتن. معرض آور سيتيز آورسيلفيس: مستقبل النقل في الحياة الحضرية، مركز العمارة، «غرينويش فيليج»، في مدينة نيويورك.[49]
- عام 2012: فكرة مشروع مدينة شيان الصينية، مبنى مكتب مطار الصين.[50]
- عام 2013: +28: متحف الفن المعاصر في مدينة نيويورك شبه جزيرة روكاواي، بي أس1.[51]
- عام 2013: دراسة مساحة موقع ملعب كرة القدم في مدينة نيويورك.[52]
- عام 2013: مقترح بديل لجامعة نيويورك.[53]

### الكتابة والنشر
كان لدى سوركين حياة مهنية شاملة ككاتب معماري. كتب حول مواضيع العمارة المعاصرة وحركة العمران الحضرية، إلى جانب كتابته عن الأبعاد البيئية والاستدامة وتحويل جزء من المدن إلى منطقة للمشاة فقط والأماكن العامة والثقافة الحضرية وعن الإرث الذي يخلفه نهج الحداثة في التخطيط العمراني الحضري. كان عضوًا في اللجنة الدولية للنقاد المعماريين. بقي لمدة عشر سنوات ناقدًا معماريًا في صحيفة ذا فيليج فويس، وكتب تقاريرًا معمارية لصحيفة نيويورك تايمز، ومراجعات معمارية لصحيفة الميتروبوليس وموزير جونز وفانيتي فير وصحيفة وول ستريت وكذلك مراجعات معمارية في ذا نيشن. نظم باعتباره محررًا للمجلات عدة منشورات مؤلّفة وساهم في كتابة مقالات ضمن سلسلة المنشورات المعمارية. وألّف حوالي 20 كتابًا أيضًا.

## الإرث

### وفاته
توفي سوركين في 26 مارس عام 2020 نتيجة مضاعفات إصابته بفايروس كوفيد-19 في مانهاتن. كانت وفاته من أبرز الخسارات التي شهدتها مهنة التصميم منذ بداية جائحة كوفيد-19، مما جعل خبر وفاته عالميًا وقوبل بسيل من التقديرات لتاريخه المهني الحافل، وكذلك نُعي بكثافة في جميع وسائل الإعلام العامة واليسارية والأوساط المعمارية.

### الجوائز والاعترافات العالمية
- عام 2009، 2010: عضو في الأكاديمية الأمريكية للفنون والعلوم.[62]
- عام 2010: جائزة مؤسسة غراهام للعمارة.[63]
- عام 2011: مؤسسة غراهام لمدينة نيويورك مع روبين بولز وكريستيان يوسيبيو.[64]
- عام 2013: جائزة كوبر هيويت، متحف سميثونيان للتصميم، وجائزة مايند ديزاين.[64]
- عام 2015: عضو في مؤسسة جون سيمون غوغينهايم التذكارية في العمارة والتخطيط والتصميم.[65]